# Burn It Down (The Dead Daisies)
Burn It Down è il quarto album in studio del supergruppo statunitense The Dead Daisies, pubblicato nel 2018 dalla Spitfire Records.

## Descrizione
La formazione della band è rimasta la stessa del disco precedente, fatta eccezione per il batterista Brian Tichy, sostituito da Deen Castronovo.

## Tracce
1. Resurrected – 3:15
2. Rise Up – 3:52
3. Burn It Down – 4:45
4. Judgement Day – 5:46
5. What Goes Around – 3:55
6. Fortunate Son – 8:33
7. Set Me Free – 4:19
8. Dead and Gone – 3:27
9. How Does It Feel – 3:07
10. Can't Take It with You – 3:53

## Formazione
- John Corabi, voce
- David Lowy, chitarra
- Doug Aldrich, chitarra
- Marco Mendoza, basso
- Deen Castronovo, batteria